# Le Face à face des cœurs
Le Face à face des cœurs è l'album solista di debutto del rapper francese Abd al Malik.

## Tracce
1. Interview con Pascale Clark
2. Ode à l'amour
3. Fleurs de lune (feat. Aïssa & Souad Massi)
4. Lettre à mon père (feat. Aïssa)
5. Ce monde ma muse 1.0 (feat. Fabien Coste et Aïssa)
6. Noir & blanc (feat. Marco Prince)
7. Traces de lumière (feat. Aïssa & Fabien Coste)
8. Pourquoi avoir peur ? (feat. Aïssa & Wallen)
9. Vivre à deux
10. 3 roses jaunes (La vie au conditionnel) (feat. Wallen)
11. Sur la place des grands hommes (feat. Matteo Falkone)
12. Le Langage du cœur (feat. Mila Tosi)
13. L'Envers & l'endroit (feat. Sulee B Wax & Aïssa)
14. Où vont les rêves ? (feat. Hamcho)
15. Parfum de vie
16. Que dieu bénisse la France (Existentiel) (feat. Ariel Wizman) (bonus)